# Burhunka
Burhunka (ukr. Бургунка) – wieś na Ukrainie, w obwodzie chersońskim, w rejonie berysławskim, w hromadzie Tiahynka. W 2001 liczyła 1159 mieszkańców.